# Buti
Buti è un comune italiano di 5 530 abitanti della provincia di Pisa in Toscana.

## Geografia fisica
Di probabile origine romana, il borgo di Buti è situato sulle pendici orientali del Monte Pisano, sulle rive del Rio Magno; il territorio del comune annovera tre centri abitati: Buti, La Croce e Cascine, collegati tra loro dalla strada provinciale che costeggia il Rio Magno.

### Clima
- Classificazione climatica: zona D, 1674 GG
- Diffusività atmosferica: bassa, Ibimet CNR 2002

### Territorio
- Classificazione sismica: zona 2 (sismicità medio-alta), Ordinanza PCM 3274 del 20/03/2003

## Storia
Il toponimo è attestato per la prima volta nel 1068 come Buiti e deriva dal latino tardo bucita, "pascolo di buoi".
La prima attestazione scritta dell'esistenza del borgo riguarda l'edificazione di due chiese ed è dell'anno 841; nel secolo XI il territorio era già stato dotato di un potente sistema difensivo, al punto che ben otto castelli svettavano sulle cime dei monti della zona: il Castello di Panicale, Castell'Arso, il Castello di Farneta, il Castello di Santo Stefano in Cintoia, Castel di Nocco, Castel Tonini, Castel San Giorgio e il Castello di Sant'Agata. Alcuni di essi sono andati perduti nel corso dei secoli, altri sono sopravvissuti e si possono ancora visitare, come Castel di Nocco e Castel Tonini, che rappresentano tutt'oggi dei piccoli borghi abitati.
Buti fu uno dei borghi che partecipò alle accanite lotte fra i territori di Lucca, Pisa e Firenze, così che venne ad essere distrutto e ricostruito più di una volta. La particolare posizione geografica del Comune, il fatto cioè che sia quasi completamente circondato dai Monti Pisani, ha influenzato notevolmente l'economia butese. Un tempo borgo a carattere essenzialmente agricolo, basava la propria attività sulla produzione olearia, sulla raccolta di castagne e la lavorazione del legno; l'olivo e il castagno erano infatti le maggiori risorse della zona. Dal secolo XIX venne ad incrementarsi la produzione artigianale di ceste, gabbie e corbelli, mentre nel Novecento si sviluppò l'attività legata all'industria mobiliera.
L'artigianato rimane ancora oggi la risorsa che caratterizza l'area di Buti; in particolare, con l'adesione alla “Strada dell'Olio: Monti Pisani” è valorizzato il forte contributo butese alla produzione olearia della zona, anche attraverso la messa a disposizione di due moderni frantoi che vengono utilizzati da diversi comuni della provincia.

### Simboli
Lo stemma è "d'oro, all'aquila al naturale, coronata d'oro, tenente negli artigli due ramoscelli d'olivo e di castagno, al naturale". L'aquila ricorda l'imperatore Ottone II che avrebbe donato il simbolo alla chiesa e al popolo butese.
L'antica bandiera di questo comune era costituita da un drappo di colore bianco con tre punte alla base, bordate di frangia argentata con in alto la scritta in lettere dorate Comune di Buti e al centro lo stemma comunale.

## Monumenti e luoghi d'interesse

### Architetture religiose
- Chiesa di San Francesco
- Chiesa di San Rocco
- Pieve di San Giovanni Battista
- Chiesa di San Michele Arcangelo
- Chiesa di Santa Maria della Neve
- Chiesa di San Nicolao

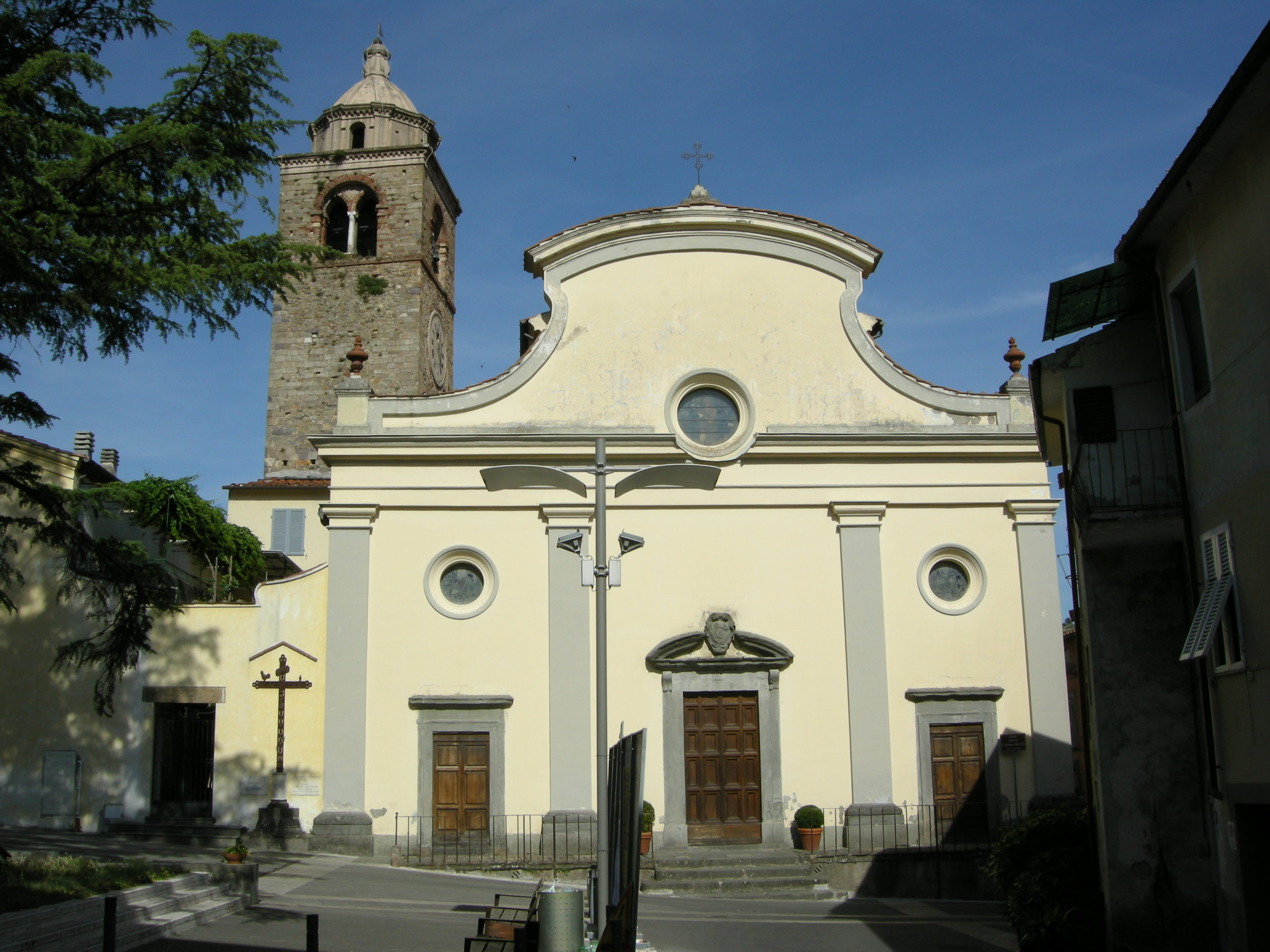
La pieve di San Giovanni Battista

- Chiesa di Santo Stefano a Cascine di ButiChiesa Santo Stefano, Buti, Provincia di Pisa , Toscana , Italia

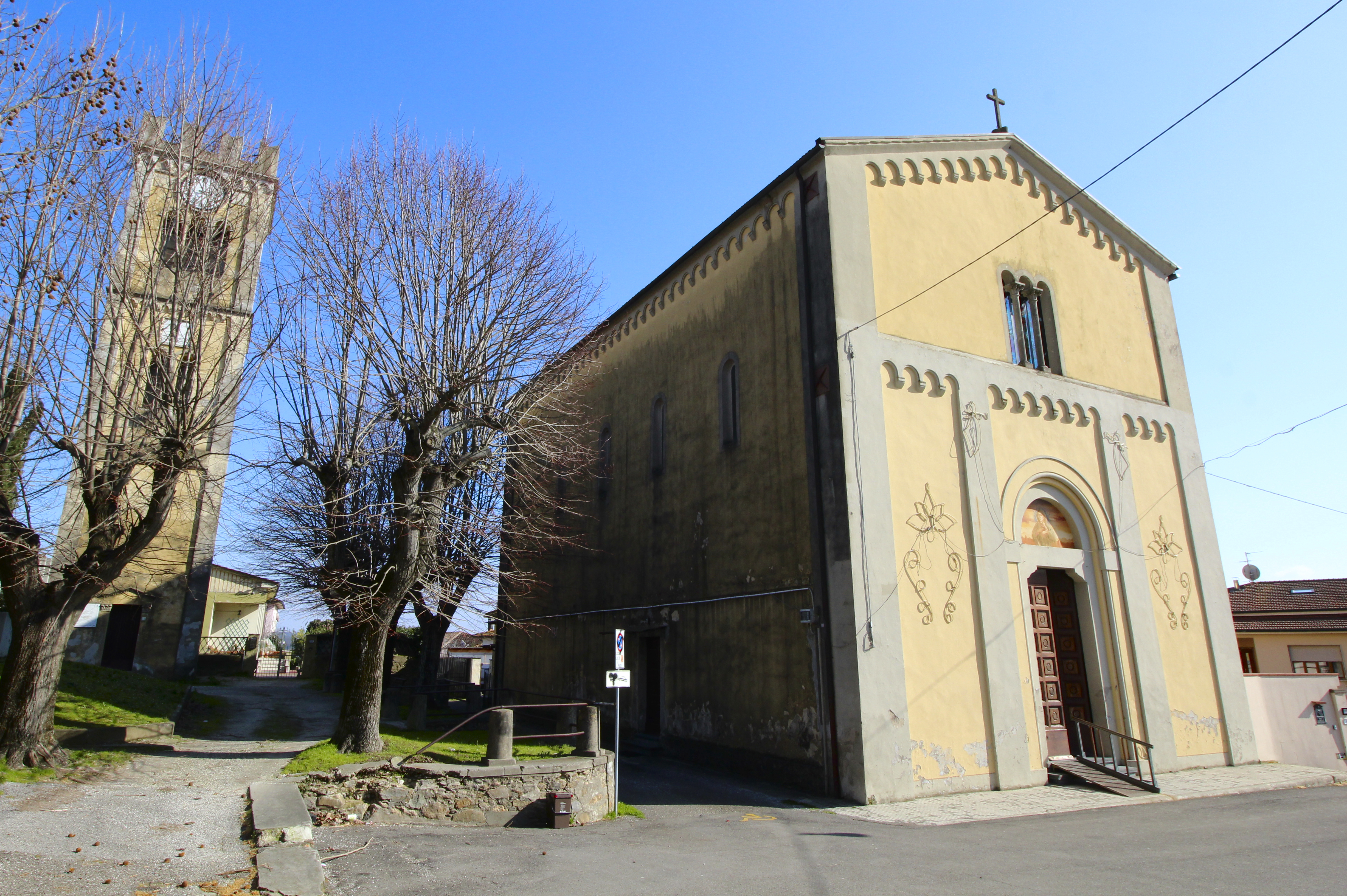
Chiesa Santo Stefano, Buti, Provincia di Pisa, Toscana, Italia

- Chiesa di San Martino a La Croce

### Architetture civili

#### Villa Medicea
Sita nel nucleo più antico del paese, la villa sorse per volere dei Medici nel secolo XVI sulle rovine di una preesistente fortezza edificata nel secolo XI; al di sotto della sopraelevazione cinquecentesca delle mura di cinta si scorge ancora la fortificazione medievale. Quella che divenne la Villa Medicea era inizialmente costituita da una torre e da un'abitazione dei capitani fiorentini; nel secolo XVII l'edificio venne ampliato dall'amministratore della fattoria medicea di Cascine, Pier Maria di Domenico Petracchi, e nel secolo successivo fu ceduto ad un acquirente, Giovanni Maria Berti. 
All'epoca, la villa constava, oltre che dell'edificio residenziale, di un orto, una chiesa, le scuderie ed un giardino. Fino alla fine del Settecento la villa mantenne le caratteristiche di villa padronale, preposta cioè all'amministrazione delle attività agricole. Dopo il passaggio ad un nuovo proprietario, Santi Banti, nella seconda metà del secolo XVIII, essa divenne, con il nome di “Villa Delizia”, una vera e propria abitazione di lusso: sono di questo periodo i famosi affreschi del Giarrè, artista che lavorò anche alla Certosa di Calci. La villa si sviluppa su tre piani ed una cantina nel piano interrato; sia il pian terreno che il piano nobile si articolano attorno ad un salone centrale sul quale si aprono diverse stanze riccamente affrescate. La soffitta, utilizzata un tempo per l'essiccazione di cereali e frutti, è scandita da tre arcate.
Il giardino della villa si estende su tre terrazzamenti che corrispondono ai livelli della cantina, del primo e del secondo piano ed è ornato da fontane, statue ed aiuole. Nei pressi della villa esisteva un passaggio segreto che dovette servire a nascondere o a permettere la fuga delle personalità dell'epoca in caso di pericolo; tale passaggio è costituito da una grotta naturale che oggi non è più accessibile.
Qui sono state girate alcune scene del film N (Io e Napoleone), ispirato al romanzo vincitore del premio Strega nel 2000, diretto Paolo Virzì con protagonisti del calibro di Monica Bellucci, Daniel Autiel, Elio Germano e Valerio Mastandrea.

#### Panicale
La borgata di Panicale è situata sulle sponde del Rio Magno, percorrendo la strada che da Buti sale al Monte Serra. Nel paese, che conserva tracce evidenti della planimetria originaria, sono tuttora presenti gli antichi frantoi e i mulini ad acqua che caratterizzavano il piccolo abitato. Essi vennero costruiti in pietra verrucana; si vedono ancora le ruote che azionavano le mole, i canali che convogliavano l'acqua del torrente ed anche le arcate di accesso ai cortili.

### Altre architetture civili
- Teatro Francesco di Bartolo

### Architetture militari

#### Castel Tonini

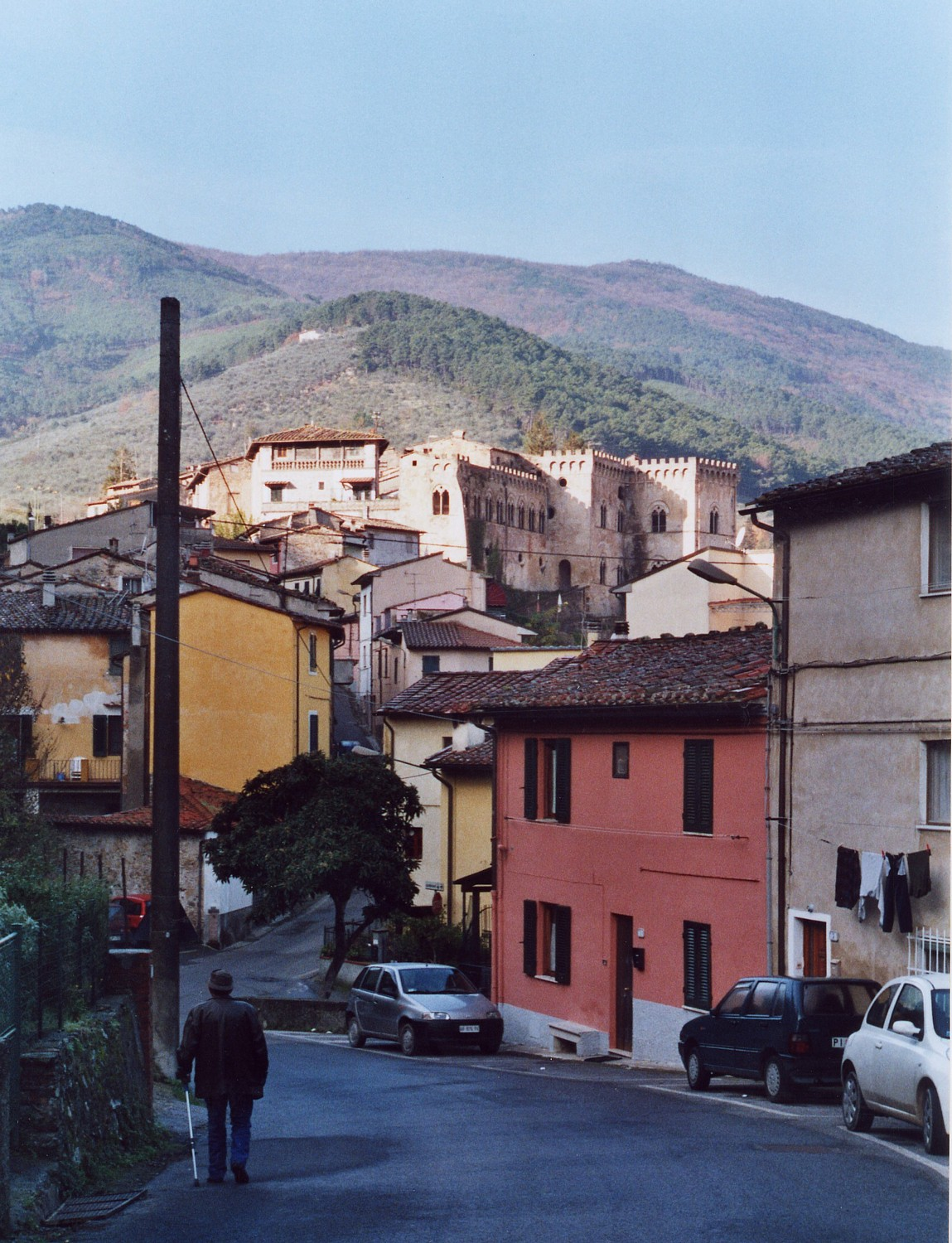
Castel Tonini

Castel Tonini è la fortificazione che domina e proteggeva l'antico borgo di Buti, situato sulla riva destra del Rio Magno; è ancora presente la porta di accesso al paese, benché le mura che cingevano il nucleo storico siano oggi scomparse. Il castello ha subito un importante restauro nei primi del Novecento quando sulla sua mole alta e massiccia, che conserva le caratteristiche dei fortilizi medievali, si sono stagliate eleganti bifore in stile gotico, traccia dell'ambizione estetica del committente. L'edificio, pur ben conservato, è di proprietà pubblica ma è a tutt'oggi impraticabile. Il borgo antico, che si sviluppa alle spalle di Castel Tonini, mantiene ancora numerose strade ed edifici che riportano all'antica atmosfera medievale, nonostante le inevitabili modifiche e ristrutturazioni subite nel corso del tempo.

#### Castel di Nocco
Se da Buti si percorre la strada che conduce a Vicopisano, dopo un chilometro circa si incontra l'antico borgo fortificato di Castel di Nocco. Il castello prende il suo nome da Nocco Bonfigli, che nel secolo XIV si distinse nella difesa del piccolo borgo e venne edificato forse per sostituirsi alle due rocche che nel Medioevo controllavano la strada che collegava Buti a Vicopisano; Castel di Nocco faceva infatti parte di un più ampio sistema difensivo del territorio: era allineato a levante col castello di Sant'Agata, a ponente con la fortificazione situata alle pendici del Monte Roccali. Di tale fortificazione si vedono oggi solo resti costituiti da cumuli di pietre squadrate. Il paese ha mantenuto le caratteristiche di borgo medievale, anche se delle mura di cinta rimangono solo i sottostanti terrapieni in pietra, che mostrano la planimetria longitudinale dell'antico castello. Tra le rovine della sua chiesa medievale, intitolata a San Michele Arcangelo, fu rinvenuta nel secolo XIX una lapide con la scritta Ara Cerasi, che fece supporre la presenza in antico di un tempio di Cerere, dea romana delle messi. Dell'antico edificio religioso sono ancora visibili i muri perimetrali in pietra che racchiudono gli altari laterali in pietra serena e la zona del presbiterio.

#### Castello di Sant'Agata o di Monte d'Oro
Ubicato sulla cima del Monte d'Oro, è raggiungibile da un sentiero che parte dal paese di Castel di Nocco. La fortificazione, secondo alcuni di chiara origine longobarda, fu probabilmente distrutta nel secolo XII, durante le guerre fra Pisa e Lucca, ma si vedono ancora le rampe di accesso, sia sul lato a settentrione che su quello a sud, e il basamento delle due torri, delle quali una era probabilmente una torre-vedetta. La superficie interna del castello, a planimetria irregolare, è ormai occupata dagli ulivi, mentre ancora ben visibili sono le mura di cinta, costituite da un muraglione-terrapieno su cui in alcuni punti, nella parte sud-est della muratura, è conservato il cammino di ronda.

### Aree naturali

#### A.N.P.I.L. Stazione Relitta di Pino Laricio
L'Area protetta, istituita dall'autorità comunale di Buti nel 1997, è dal 1999 nell'elenco delle Aree Protette Regionali. Si estende per 124 ettari alle pendici orientali del Monte Pisano, delimitata a nord dal Monte Cucco e a sud dal rio Tanali. L'A.N.P.I.L. è stata istituita appositamente a tutela del biotipo di stazione relitta del Pino laricio, una sottospecie del Pinus nigra che nell'area del Mediterraneo è presente solo in alcune zone quali i Monti Pisani, la Calabria e la Corsica.
Gli esemplari di pino laricio crescono attorniati da una vegetazione costituita prevalentemente dal pino marittimo, dal castagno, dalla quercia, dall'alloro, dall'acacia e dal sorbo e tutta l'area riveste particolare importanza dal punto di vista botanico e naturalistico.
Nell'area esiste un'antica cava di ardesia un tempo utilizzata per le coperture dei tetti, un bosco di pregio naturalistico e aree umide dove quasi certamente nidifica il merlo acquaiolo; è inoltre ipotizzata la presenza di varie specie di anfibi quali la salamandra pezzata, che rappresenta un interessante campione della fauna erpetologica.

#### Riserva naturale Monte Serra di Sotto
L'ex Area naturale protetta di interesse locale Serra Bassa, oggi Riserva naturale provinciale Monte Serra di Sotto, si estende per 400 ettari sul versante sud-orientale dei Monti Pisani e a nord-ovest del centro abitato di Buti, e comprende il versante orientale del Monte Cimone e quello occidentale del Monte Passatoio.
La presenza di una vasta area boschiva ha consentito lo sviluppo di alcune specie di funghi quali il Calocybe leucocephala o la Russula chloroides.
Le estese pinete di pino marittimo e boschi di sclerofille sempreverdi e caducifoglie, i castagneti e le conifere costituiscono l'affascinante paesaggio dell'area; da ricordare è inoltre la presenza della Listera ovata, della Anacamptis laxiflora e, tra le piante crittogame, della Spagnum; tra le piante vascolari, di grande interesse sono le Drosere, tra cui la Rhynchospora alba.

Dal punto di vista faunistico è qui presente una diversificata gamma di specie: la lucertola muraiola, la natrice dal collare, il colubro d'Esculapio, il biacco, le salamandre. Tra i mammiferi si contano il quercino e il moscardino, ma anche l'istrice, l'arvicola ed il pipistrello nano. Infine l'avifauna annovera tra le specie della zona il gheppio, il passero solitario e la tottavilla.

## Società

### Evoluzione demografica
Abitanti censiti

### Etnie e minoranze straniere
Secondo i dati ISTAT al 31 dicembre 2018 la popolazione straniera residente era di 313 persone, pari al 7,63% della popolazione.
Le nazionalità maggiormente rappresentate in base alla loro percentuale sul totale della popolazione residente erano:
- Albania 113 2,02%
- Romania 73 1,30%

## Cultura

### Teatri

#### Teatro Francesco da Buti
Intitolato a Francesco da Buti, commentatore della Divina Commedia, sorse nel 1842 ad opera di alcune agiate famiglie butesi riunitesi in associazione per favorire lo sviluppo culturale del paese. La struttura del teatro è quella cosiddetta “all'italiana”, con pianta a ferro di cavallo e due ordini di palchetti, oltre alla platea e naturalmente al palcoscenico. I palchetti erano di proprietà delle famiglie dell'aristocrazia del luogo, mentre i meno abbienti non avevano diritto ad entrare nell'edificio.
Nel Novecento il teatro venne adibito a cinematografo, ma la struttura conobbe un momento di sostanziale decadenza, finché nei primi anni settanta ne fu decretata la chiusura.
Appena pochi anni dopo, però, vennero iniziati gli interventi di restauro da parte dell'Amministrazione Comunale, che nel 1987 restituì il teatro all'antico splendore.
In pochi anni il teatro, ora della capienza di 220 posti, si segnalò come un importante centro di produzione e diffusione di attività culturali fra le più originali nel panorama italiano del settore. La politica intrapresa è volta sia alla conservazione delle tradizioni del teatro popolare, sia a promuovere forme di ricerca e sperimentazione. L'Associazione Teatro Buti, gestore del teatro, promuove ed organizza una stagione ricca di rassegne che si caratterizzano per la loro non omologabilità (come ad esempio il Festival “Piccoli Fuochi”).

#### Teatro Il maggio
Nel contesto delle espressioni del teatro popolare il maggio rappresenta una delle forme stilisticamente più nobili ed impegnative. In essa convivono elementi del repertorio folcloristico che si inseriscono e colorano l'estetica della tradizione letteraria colta, esercitando la propria influenza sia nella scelta dei temi e dei soggetti sia delle espressioni linguistiche. Il teatro del maggio conosce la propria origine nel paese di Buti; un'ipotesi storica, non ancora avvalorata unanimemente, ritiene plausibile che l'influenza derivi dagli esempi di teatro greco che furono portati da alcuni frati cistercensi, provenienti dalla Magna Grecia e insediatesi sui Monti Pisani intorno alla fine del secolo XIII. 
L'esempio del teatro del maggio di Buti è il più antico ed il più aderente all'origine medievale. La rappresentazione aveva luogo nella piazza o in una corte e gli attori non in scena sostavano tra il pubblico. Lo spettacolo teatrale aveva inizio con l'apparizione del “corriere” con una lunga bacchetta in mano, a simboleggiare, in estrema sintesi, il ramo fiorito del calendimaggio medievale. Posizionatosi al centro della scena cantava, rivolto al pubblico, il prologo ed un breve riassunto della storia, invitando i presenti a prestare attenzione. Il maggio classico non prevedeva scenografie: uno sgabello su cui sieda un sovrano diventa la sala del trono con gli orpelli e gli arazzi creati dalla fantasia del pubblico partecipe; i cambiamenti di scena venivano annunciati con un cartello e a voce; i costumi non hanno nulla di realistico e sono spesso ricavati dagli oggetti più svariati ed appariscenti.
Dal 1973 una rinnovata Compagnia del maggio intitolata al poeta-pastore Pietro Frediani, fa conoscere nel mondo questa tradizione e si rinnova al suo interno annoverando diversi giovani tra le file dei suoi attori. La Compagnia nel 1973, trasse forza e fiducia dall'esempio del regista cinematografico Paolo Benvenuti: egli ritrasse un gruppo di contadini butesi ridando vita alla rappresentazione popolare del maggio drammatico, in cui si incontrano e fondono elementi del folclore narrativo ed aspetti dell'espressione letteraria colta, caratterizzando in modo unico ed autentico i soggetti e le espressioni linguistiche. Oggi la compagnia sviluppa una ricerca sulla tradizione del maggio (sintetizzabile come l'arte del recitare cantando), mantenendo vivo l'interesse per un patrimonio culturale che sarebbe altrimenti destinato alla dimenticanza. Recente è il debutto di una nuova rappresentazione, l'Orfeo e Euridice, presso la Fondazione Royaumont di Parigi.

#### Sala Polivalente Ex Cinema Vittoria Cascine
Nel giugno del 2004 è stato riportato in attività il locale simbolo di Cascine di Buti chiuso alla fine degli anni settanta dormiva un sonno tormentato.

### Nella letteratura
Nel corso dei secoli Buti è stata la terra natia di innumerevoli poeti e letterati, che hanno contribuito alla nascita e alla promozione della poesia del Maggio di tradizione toscana. Ricordiamo Francesco di Bartolo, politico, scrittore, critico e latinista vissuto nel XIV secolo, che per primo commentò in italiano la Divina Commedia. Nel 1775 il paese dette i natali al poeta pastore Pietro Frediani, mentre nel 1885 nacque in località Castel Tonini il poeta e scrittore Leopoldo Baroni.
Giosuè Carducci dedicò nell'ode Faida di Comune innumerevoli versi a Buti, definendolo brutto borgo tuttavia ne elogiò i monti con gli ulivi.

### Eventi

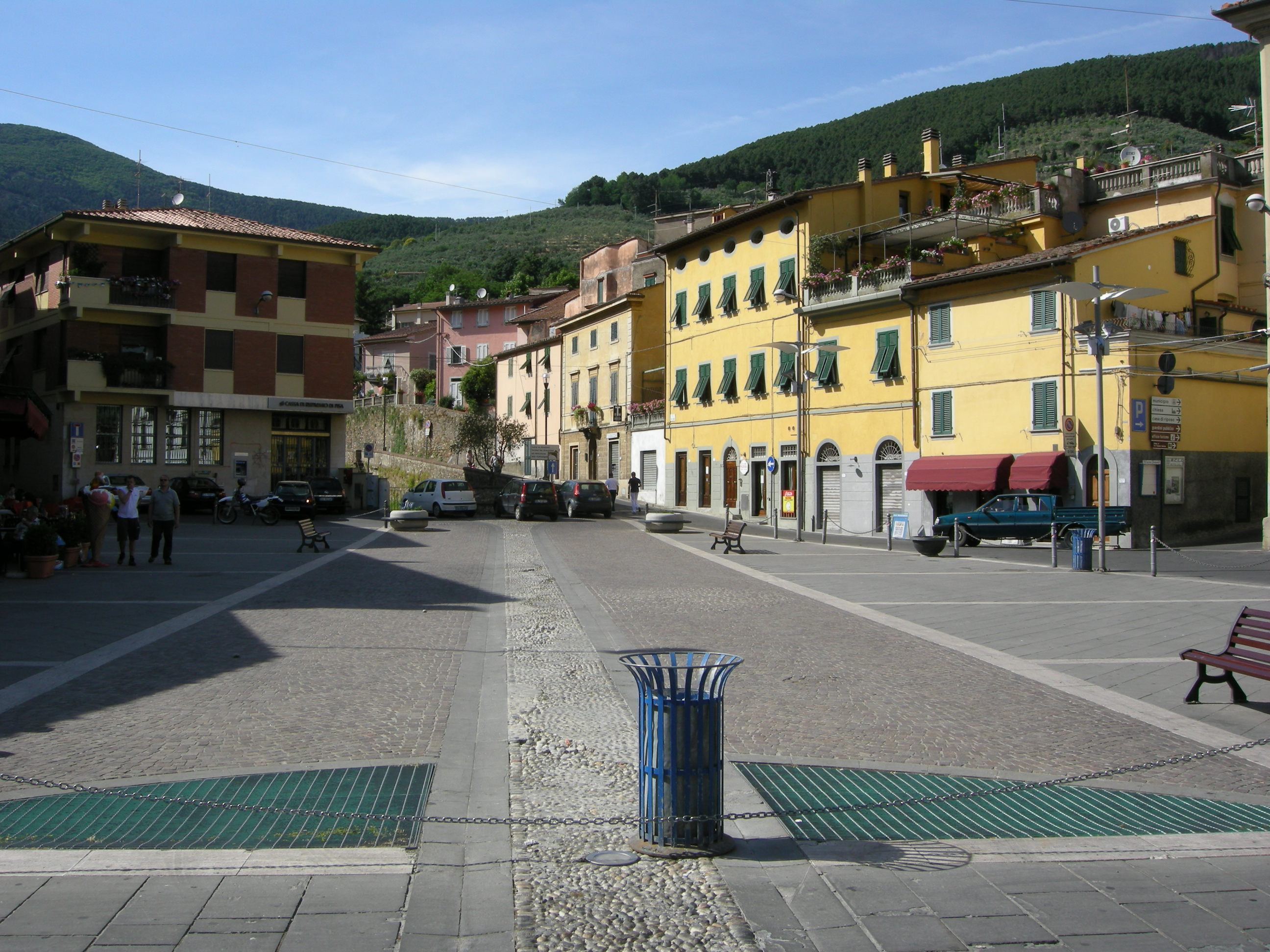
La piazza di Buti

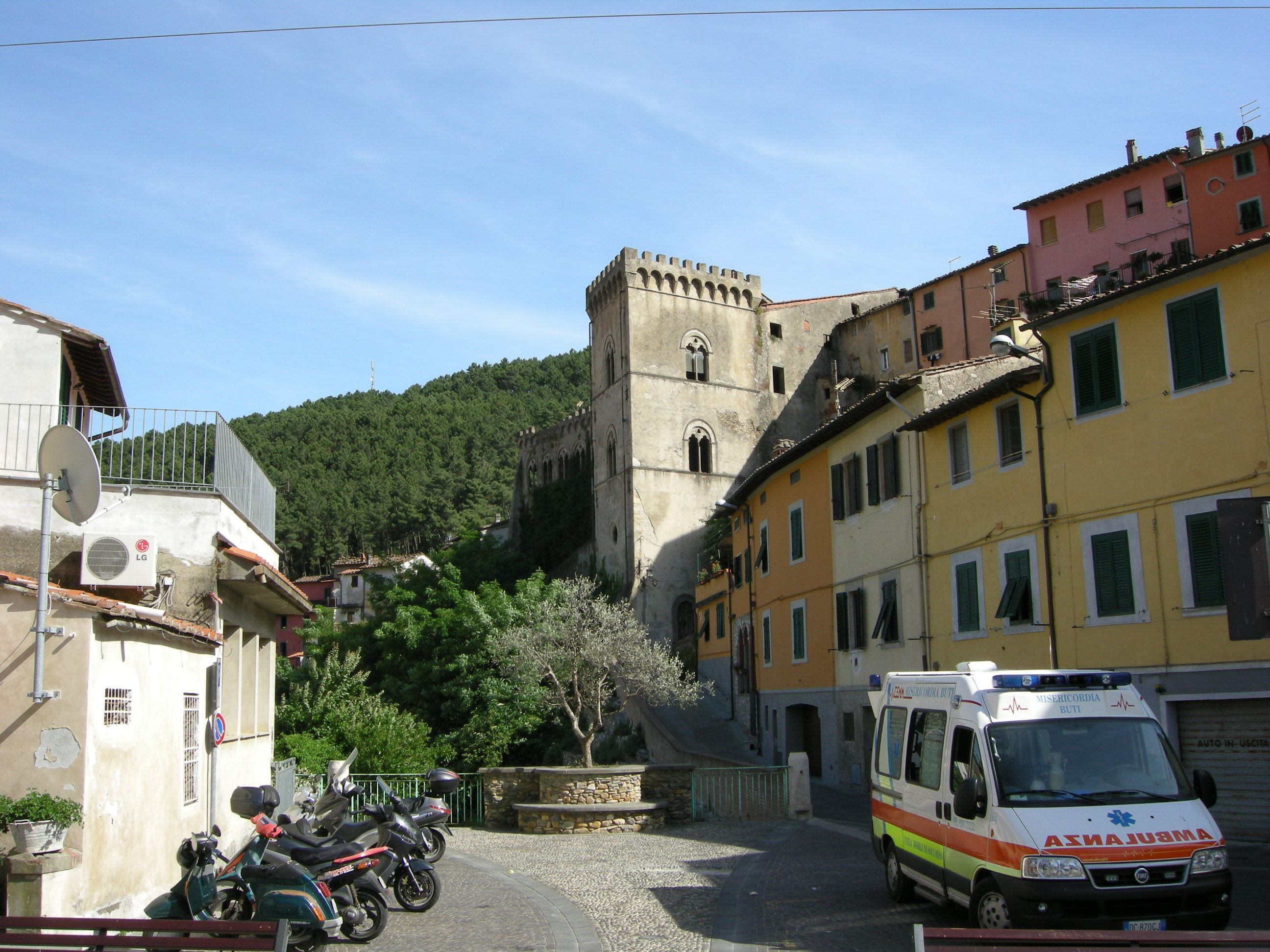
Castel Tonini visto dal centro del paese

- Palio di Buti - prima domenica dopo il 17 gennaio si svolge il Palio delle Contrade.

Il piatto tipico di questa festa è la squisita "Trippa alla Butese".
Numerose sono le sagre di prodotti tipici del comune, alcune:
- Sagra del Maccherone - Ultima settimana di luglio, Castel Tonini
- Sagra della Castagna - Mostra Mercato (Secondo e terzo fine settimana di ottobre), Parco Danielli - Centro paese
- Sagra del Ranocchio - Ultima domenica di giugno – seconda domenica di luglio, campo sportivo Cascine di Buti
- Sagra della Paella e Sangria, contrada San Francesco - I primi due fine settimana del mese di luglio presso Villa dei Limoni a Buti
- Sagra del Frate, contrada San Nicolao - I domenica di settembre, strade della contrada

Il Carnevale
- Cafè Chantal - Spettacolo che si tiene nella piazza Garibaldi per "Giovedì grasso" con scenette comiche, sketch, cori ironici sulla vita butese
- Martedì grasso - Musica dal vivo sulla piazza Garibaldi, con gente mascherata

## Economia

### Agricoltura

#### Olio extravergine di oliva
L'olio extravergine di Buti può fregiarsi della denominazione “TOSCANO” Indicazione Geografica Protetta (IGP), ed appartiene alla categoria degli oli soavi adatti per il condimento a crudo. L'Olio IGP deriva dalle cultivar Frantoio, Leccino e Moraiolo, che sono le prevalenti varietà di olivo coltivate in questa zona. Storicamente, la raccolta le olive avveniva quando erano a completa maturazione, oggi invece si inizia a raccogliere già dalla fine di ottobre quando il frutto entra nella fase di invaiatura e questo permette al prodotto di mantenere le proprie preziose caratteristiche il più a lungo possibile nel tempo. La raccolta viene effettuata manualmente utilizzando le reti poste sotto le piante secondo un sistema caratteristico utilizzato nell'area pisana “Monti Pisani”. L'estrazione viene operata nel rispetto della tradizione, con la frangitura eseguita a freddo ad una distanza temporale non superiore alle 24-36 ore dal momento della raccolta. La molitura avviene però tramite moderni frangitori meccanici, affinché il prodotto possa essere il più puro possibile, senza residui di alcun materiale. Ne risulta un olio a bassissima acidità (0,1%), dal colore verde tenue tendente al giallo oro, ha odore fruttato di oliva e un sapore delicato, accompagnato da sentore di mandorla dolce e di pomodoro.
L'olio di Buti ha ottenuto riconoscimenti di prestigio nelle numerose manifestazioni in cui è stato presentato.

#### Altri prodotti
L'elevato numero di ristoranti dimostra come il territorio del Comune di Buti possa offrire una varietà di prodotti alimentari tipici toscani.
Caratteristica è la Minestra di Cavolo, i Maccheroni al Coniglio, la Trippa alla Butese, il Baccalà Dolce e Forte e i Fagioli alla Butese; nella categoria dei dolci annoveriamo la Torta di Riso, il Migliaccio (variante butese del castagnaccio) e la Bigia (polenta di farina di castagne).

### Artigianato

#### I cesti di Buti
La costruzione di cesti di differenti forme, utilizzati nelle epoche passate per il trasporto della pasta, del vasellame, degli asparagi e dei prodotti agricoli, è il risultato di un'antica lavorazione del castagno. La forma del fondo può essere di due tipi: rotonda o quadrangolare. Alla prima tipologia appartengono il corbello e la canestra, alla seconda la cesta. La produzione artigianale di cesti, tradizionale del Monte Pisano, è ancora oggi viva a Buti, ove si utilizzano tutte le antiche tecniche di intreccio. La lavorazione utilizza quale materia prima i piccoli tronchi dritti di castagno, chiamati “pedoni” o “polloni”, che vengono prelevati in prossimità delle radici. Dopo essere stati tagliati, vengono immersi in recipienti di acqua piovana affinché le fibre mantengano l'elasticità atta al processo di lavorazione. Segue la fase dell'immissione nei forni a legna che rendono il pedone pronto per la schiappatura, ossia la sua suddivisione in lamine sottili e flessibili di tre differenti tipi e utilizzi. I “vinchi” sono lamine lunghe, strette e flessibili; le “stecche” sono piuttosto corte, larghe e spesse; le “lungagne” sono lunghe e spesse. Queste ultime vanno a costituire la base del cesto e la trama verticale dell'intreccio a cui è aggiunta la trama orizzontale dei “vinchi”, con le tecniche di intreccio definite “incrociate”, “binarie” e “a graticcio”. In precedenza tutte la lamine sono state aggiustate o ridotte: basti considerare che tutti i vinchi presenti in un cesto hanno identica lunghezza. La costruzione del cesto inizia dal fondo a cui segue l'intreccio del tronco con le fasi dell'imponitura e vincatura. Infine, per fare la bocca del cesto si utilizza una gettata giovane di castagno piegata in forma circolare, detta “calocchia”, intorno alla quale vengono chiusi gli intrecci della rifinitura.

## Amministrazione
Di seguito è presentata una tabella relativa alle amministrazioni che si sono succedute in questo comune.
| Periodo        | Periodo        | Primo cittadino  | Partito                                                                 | Carica              | Note  |
| -------------- | -------------- | ---------------- | ----------------------------------------------------------------------- | ------------------- | ----- |
| 30 maggio 1985 | 7 giugno 1990  | Andrea Balducci  | Partito Comunista Italiano                                              | Sindaco             | [ 8 ] |
| 7 giugno 1990  | 24 aprile 1995 | Roberto Rossi    | Partito Comunista Italiano, dal 1991 Partito Democratico della Sinistra | Sindaco             | [ 8 ] |
| 24 aprile 1995 | 14 giugno 1999 | Miriam Celoni    | sinistra                                                                | Sindaco             | [ 8 ] |
| 14 giugno 1999 | 7 giugno 2000  | Miriam Celoni    | sinistra                                                                | Sindaco             | [ 8 ] |
| 7 giugno 2000  | 14 maggio 2001 | Enrico Ricci     | –                                                                       | Comm. straordinario | [ 8 ] |
| 14 maggio 2001 | 30 maggio 2006 | Roberto Serafini | centro-sinistra                                                         | Sindaco             | [ 8 ] |
| 30 maggio 2006 | 16 maggio 2011 | Roberto Serafini | centro-sinistra                                                         | Sindaco             | [ 8 ] |
| 16 maggio 2011 | 5 giugno 2016  | Alessio Lari     | lista civica: Insieme per Buti                                          | Sindaco             | [ 8 ] |
| 5 giugno 2016  | 4 ottobre 2021 | Alessio Lari     | lista civica: Insieme per Buti                                          | Sindaco             | [ 8 ] |
| 4 Ottobre 2021 | In carica      | Arianna Buti     | lista civica: Insieme per Buti                                          | Sindaco             | [ 8 ] |

## Mobilità e trasporti

### Strade
Buti sorge lungo la strada provinciale 38, afferente alla strada regionale 439 Sarzanese Valdera, sulle quali sono svolti servizi pubblici con autocorse della società CTT Nord.

### Ferrovie
Fino al 1944 Buti era servita anche dalla ferrovia Lucca-Pontedera, grazie alla presenza di una stazione in località Cascine.

## Sport
La squadra di calcio è l'A.S.D. G.S. Butese 1966 Calcio che milita in 1ª Categoria, fondata nel 1966.